# Il potere magico
Il potere magico (Rumpelstiltskin) è un film del 1987 diretto da David Irving e basato sulla fiaba dei fratelli Grimm, Tremotino.
Tra gli interpreti figurano Amy Irving, Billy Barty e Priscilla Pointer. È stato distribuito anche con il titolo Il potere magico - Tremotino.

## Trama
Dopo che il padre di Katie ha raccontato al re che lei è in grado di tramutare in oro tutto ciò che vuole, la fanciulla si ritrova in un sotterraneo del castello con l'ordine di filare la paglia in fili d'oro, pena la vita. Un astuto elfo acconsente ad aiutarla a compiere l'impossibile prova - e a conquistare il cuore dell'affascinante figlio del re - per ben tre volte, ma la sua assistenza ha un prezzo. A meno che Katie non riesca ad indovinare il suo stravagante nome, dovrà consegnargli il suo primogenito.

## Produzione
Il potere magico fu il primo film della serie Cannon Movie Tales, un progetto ideato dai produttori Menahem Golan e Yoram Globus
che prevedeva la produzione di 16 lungometraggi basati sulle fiabe classiche.
Le riprese iniziarono nel marzo del 1986 nei GG Studios di Tel-Aviv, e si conclusero due mesi più tardi, quando David Irving iniziò a girare il film successivo, La bella addormentata.

### Cast
Amy Irving, sorella di David, venne scelta per il ruolo protagonista, mentre la loro madre, Priscilla Pointer, per quello della perfida regina Grizelda. La parte di re Mezzer, interpretato da Clive Revill, era stata inizialmente affidata a Trevor Howard, che rinunciò per problemi di salute. A Billy Barty, interprete di film come Legend, Willow e I dominatori dell'universo, venne affidato il ruolo del folletto Rumpelstiltskin.

## Distribuzione
Nonostante un'uscita pianificata per il 21 novembre 1986, il film venne presentato in anteprima al Festival di Cannes nel 1987, uscendo poi nelle sale cinematografiche americane nell'aprile dello stesso anno.
Non venne accolto bene dalla critica e così, visto il fiasco ottenuto, la Cannon decise di cancellare la programmazione nelle sale degli altri film della serie, distribuendoli solo nel mercato dell'home video.
Dopo l'uscita in VHS nei primi anni '90, nel 2005 il film è stato distribuito per la prima volta in DVD negli Stati Uniti dalla MGM/UA Home Entertainment. Nell'autunno 2009 il film è uscito anche in Italia, edito da 20th Century Fox.

## Colonna sonora
Segue un elenco dei brani inclusi nel film: 
1. When I'm Queen of the Castle - Amy Irving
2. I Need a Miracle - Amy Irving, Stuart Zagnit
3. I'm Greedy - Clive Revill
4. I Love the Miller's Daughter -  Amy Irving, Stuart Zagnit
5. One Little Name - Amy Irving
6. My Name is ... - Billy Barty